# Austrolimnophila accola
Austrolimnophila accola là một loài ruồi trong họ Limoniidae. Chúng phân bố ở miền Australasia.